# Bielski
Bielski là một huyện thuộc tỉnh Podlaskie của Ba Lan. Huyện có diện tích 1385 km². Đến ngày 1 tháng 1 năm 2011, dân số của huyện là 58091 người và mật độ 42 người/km².